# 711 Marmulla
711 Marmulla este un asteroid din centura principală, descoperit pe 1 martie 1911, de Johann Palisa.